# Бахтин, Семён Алексеевич
Семён Алексе́евич Ба́хтин (2 февраля 1920 года — 17 июля 1970 года) — советский офицер, участник Великой Отечественной войны, командир роты 667-го стрелкового полка 218-й стрелковой дивизии 47-й армии Воронежского фронта, младший лейтенант.
Герой Советского Союза (3.06.1944), лейтенант запаса (с 1945 года).

## Биография
Родился 2 февраля 1920 года в посёлке Ольхов Луг (ныне — Ливенского района Орловской области) в семье крестьянина. Русский. Окончил неполную среднюю школу и школу ФЗУ в Ростове-на-Дону. После окончания ФЗУ по комсомольской путёвке приехал в город Каменск-Шахтинский, где работал электромонтёром на строительстве химкомбината.
В Красной армии с 1940 года. В 1941 году окончил Бакинское военное пехотное училище. Участник Великой Отечественной войны с февраля 1943 года.
Командир роты 667-го стрелкового полка (218-я стрелковая дивизия, 47-я армия, Воронежский фронт) младший лейтенант Семён Бахтин 24 сентября 1943 года с группой форсировал Днепр в районе Канева Черкасской области Украины. Вступив в бой с противником на правом берегу, воины овладели плацдармом, обеспечив тем самым переправу полка. На следующий день его рота атаковала вражескую батарею 105-миллиметровых пушек в селе Хутор-Хмельная. Овладев двумя орудиями, воины открыли огонь по пехоте врага. В последующие двое суток, отразив на плацдарме 16 контратак, рота способствовала переправе других подразделений.
Указом Президиума Верховного Совета СССР от 3 июня 1944 года за образцовое выполнение боевых заданий командования на фронте борьбы с немецко-фашистскими захватчиками и проявленные при этом мужество и героизм, младшему лейтенанту Бахтину Семёну Алексеевичу присвоено звание Героя Советского Союза с вручением ордена Ленина и медали «Золотая Звезда» (№ 8949).
С 1945 года лейтенант С. А. Бахтин — в запасе. Жил и работал в Ростове-на-Дону. Скончался 17 июля 1970 года.

## Награды
- Орден Красного Знамени (22.10.1943)[4]
- Медаль «Золотая Звезда» Героя Советского Союза (№ 8949, 3.6.1944)[5]
- Орден Ленина (3.6.1944)[5]
- Медали, в том числе:
  - За победу над Германией
  - 20 лет Победы в Великой Отечественной войне 1941—1945 гг.
- Иностранные награды
  - Серебряная звезда (США)[6]